# Llac de Plateliai
El llac de Plateliai (en dialecte samogitià: Plateliu ežers) és el llac més gran de Samogítia i el novè més gran de Lituània. És l'atracció central del Parc Nacional de Žemaitija. Cobreix al voltant de 12 km² i arriba fins als 47 metres de profunditat. Compta amb set illes, una d'elles albergava un castell i actualment s'anomena illa del Castell. Els arqueòlegs van trobar restes de dos castells i creuen que podria ser el castell de la reina Bona. En el llac s'hi poden trobar tant submarinistes com clubs nàutics. La ciutat de Plateliai està situada a la riba oest del llac.
El llac és famós per diversos esdeveniments. Des del 2002 és la seu del festival de música Nits de Rock (en lituà:  Roko naktys). Sembla ser, però, que el festival s'haurà de traslladar perquè el petit poble no té la capacitat d'allotjar les més de 4.000 persones que assisteixen a l'esdeveniment. Durant 25 anys, nombrosos nedadors han competit en una marató en aquest llac. L'any 2006, es va assolir el rècord de participants amb 21 persones van nedar una distància de 3,5 quilòmetres i 154 d'1,8.
El llac és un dels més interessants per a l'arqueologia subaquàtica. Els científics creuen que, fa uns anys, el nivell de l'aigua era molt més baix, fet que comporta que algunes illes es trobin submergides. Per exemple, el 2002, els bussos hi van trobar una gran pedra amb marques fetes per l'home, que s'assemblaven a la lletra L. La troballa estava envoltada de pedres més petites i es va plantejar la hipòtesi que era un lloc sagrat per als pagans. L'any 2002, a la part inferior del llac, els arqueòlegs hi van trobar tres vaixells, del voltant de 5,5 metres de longitud, que daten dels temps de Vytautas el Gran.
El Museu de la Guerra Freda es va crear a la base de míssils de Plokštinė, situat en un bosc no lluny del llac.